# Aunjanue Ellis-Taylor
Aunjanue L. Ellis-Taylor, leánykori nevén Ellis (San Francisco, 1969. február 21. –) amerikai színésznő.

## Pályafutása
Kritikailag legsikeresebb filmes alakítása Oracene Price amerikai női teniszedző megformálása volt a Richard király (2021) című életrajzi drámában. A szereppel Oscar-, BAFTA-, Golden Globe-díjakra jelölték. A 2000-es évek elejétől olyan filmekben szerepelt, mint a Férfibecsület (2000), a Téglatesó (2002), a Ray (2004), A bűn színe (2006) és A megállíthatatlan (2008). 2010-től az Egy nemzet születése (2016) és a Ha a Beale utca mesélni tudna (2018) című filmekben tűnt fel.
A televízió képernyőjén A Central parki ötök és a Lovecraft Country című sorozatokkal ért el kritikai sikert, mindkét program egy-egy Primetime Emmy-jelölést hozott számára. Az Ügyvédek, A mentalista és a Quantico epizódjaiban is fontosabb szerepeket töltött be.

## Magánélete
A Variety magazin 2022-es interjújában felvállalta biszexualitását. 2023-ban felvette az Ellis-Taylor nevet, édesanyja tiszteletére.

## Filmográfia

### Film
| Év   | Magyar cím                           | Eredeti cím                             | Szerep                    | Magyar hang            |
| ---- | ------------------------------------ | --------------------------------------- | ------------------------- | ---------------------- |
| 1996 |                                      | Girls Town                              | Nikki                     |                        |
| 1996 |                                      | Ed's Next Move                          | Erica                     |                        |
| 1998 |                                      | Side Streets                            | Brenda Boyce              |                        |
| 1998 | A világ legnagyobb tölcsére          | Desert Blue                             | Summers ügynök            |                        |
| 1999 | A bűn mélyén                         | In Too Deep                             | Denise                    |                        |
| 1999 | Világtérkép                          | A Map of the World                      | Dyshett                   |                        |
| 2000 | Vissza a múltba                      | John John in the Sky                    | Earlene                   |                        |
| 2000 | Férfibecsület                        | Men of Honor                            | Jo Brashear               | Majsai-Nyilas Tünde    |
| 2000 | A bunyós lány                        | The Opponent                            | June                      |                        |
| 2001 | Az ösztönember                       | The Caveman's Valentine                 | Lulu                      | Nemes Takách Kata      |
| 2001 |                                      | Lovely & Amazing                        | Lorraine                  |                        |
| 2002 |                                      | I Am Ali (rövidfilm)                    | önmaga                    |                        |
| 2002 | Téglatesó                            | Undercover Brother                      | Nővér                     | Timkó Eszter           |
| 2004 |                                      | Brother to Brother                      | Zora Neale Hurston        |                        |
| 2004 | Ray                                  | Ray                                     | Mary Ann Fisher           | Solecki Janka          |
| 2005 |                                      | Perception                              | Vera                      |                        |
| 2006 | A bűn színe                          | Freedomland                             | Felicia                   |                        |
| 2007 | Kettős élet                          | Cover                                   | Valerie Mass              | Kökényessy Ági         |
| 2008 | A megállíthatatlan                   | The Express: The Ernie Davis Story      | Marie Davis               |                        |
| 2009 | Notorious B.I.G. – A N.A.G.Y. Rapper | Notorious                               | Sandy                     |                        |
| 2009 | Szeretlek, Phillip Morris            | I Love You Phillip Morris               | Reba                      |                        |
| 2009 | Anya a pácban                        | Motherhood                              | barát                     |                        |
| 2009 |                                      | The Hungry Ghosts                       | Nadia                     |                        |
| 2009 | Hajsza a föld alatt                  | The Taking of Pelham 123                | Therese                   | Makay Andrea           |
| 2010 |                                      | The Tested                              | Darraylynn Warren         |                        |
| 2010 | Ügynökjátszma                        | Game of Death                           | Rachel                    |                        |
| 2011 | Pokoli albérlet                      | The Resident                            | Sydney                    | Sági Tímea             |
| 2011 | A segítség                           | The Help                                | Yule May Davis            |                        |
| 2011 |                                      | Money Matters                           | Pamela Matters            |                        |
| 2013 |                                      | The Volunteer                           | Leigh                     |                        |
| 2014 | Get on Up – A James Brown sztori     | Get On Up                               | Vicki Anderson            | Cabello-Colini Borbála |
| 2014 |                                      | Una Vida: A Fable of Music and the Mind | Una Vida                  |                        |
| 2016 | Egy nemzet születése                 | The Birth of a Nation                   | Nancy Turner              | Bognár Gyöngyvér       |
| 2017 |                                      | Romeo and Juliet in Harlem              | Lady Capulet              |                        |
| 2018 | Ha a Beale utca mesélni tudna        | If Beale Street Could Talk              | Mrs. Hunt                 | Orosz Helga            |
| 2018 |                                      | Pimp                                    | Gloria Ray                |                        |
| 2019 |                                      | Miss Virginia                           | Lorraine Townsend         |                        |
| 2020 | Az alany                             | The Subject                             | Leslie Barnes             | Nádasi Veronika        |
| 2021 | Richard király                       | King Richard                            | Oracene "Brandy" Price    | Bognár Gyöngyvér       |
| 2022 |                                      | Fannie (rövidfilm)                      | Fannie Lou Hamer          |                        |
| 2023 | Származás                            | Origin                                  | Isabel Wilkerson          | Kiss Eszter            |
| 2023 |                                      | The Color Purple                        | Mama                      |                        |
| 2024 |                                      | Exhibiting Forgiveness                  | Joyce                     |                        |
| 2024 | Szabadíts meg a gonosztól            | The Deliverance                         | Bernice James tiszteletes | Makay Andrea           |

### Televízió
| Év        | Magyar cím                               | Eredeti cím                               | Szerep                    | Megjegyzések                                                                               |
| --------- | ---------------------------------------- | ----------------------------------------- | ------------------------- | ------------------------------------------------------------------------------------------ |
| 1995      | Veszélyes küldetés                       | New York Undercover                       | Claudia                   | 1 epizód                                                                                   |
| 1996–1997 |                                          | High Incident                             | Leslie Joyner rendőrtiszt | főszereplő (26 epizód)                                                                     |
| 1999      | Ügyvédek                                 | The Practice                              | Sharon Young              | visszatérő szereplő (3. évad) vendégszereplő (4. évad)                                     |
| 2000      | Harmadik műszak                          | Third Watch                               | Gail Moore                | visszatérő szereplő (1. évad)                                                              |
| 2000      | Húzd meg, ereszd meg                     | Disappearing Acts                         | Pam                       | tévéfilm                                                                                   |
| 2001      |                                          | Access Granted                            | önmaga                    | 1 epizód                                                                                   |
| 2001      |                                          | 100 Centre Street                         | Amanda Davis              | visszatérő szereplő (1. évad)                                                              |
| 2002      |                                          | MDs                                       | Quinn Joyner              | főszereplő (10 epizód)                                                                     |
| 2004      |                                          | The D.A.                                  | Ellen Baker               | 1 epizód                                                                                   |
| 2005      |                                          | Jonny Zero                                | Gloria                    | visszatérő szereplő (6 epizód)                                                             |
| 2005–2006 | Titkos küldetés                          | E-Ring                                    | Jocelyn Pierce            | főszereplő (23 epizód)                                                                     |
| 2006–2007 | Igazság                                  | Justice                                   | Miranda Lee               | főszereplő (9 epizód)                                                                      |
| 2007      | Esküdt ellenségek: Bűnös szándék         | Law & Order: Criminal Intent              | Carmen Rivera             | 1 epizód                                                                                   |
| 2008      |                                          | Racing for Time                           | Baker rendőrtiszt         | tévéfilm                                                                                   |
| 2008      |                                          | The Prince of Motor City                  | Cora Neel                 | tévéfilm                                                                                   |
| 2008      | Gyilkos számok                           | Numb3rs                                   | Ivy Kirk                  | 1 epizód                                                                                   |
| 2008      | Border – A határsáv                      | The Border                                | Amira                     | 1 epizód                                                                                   |
| 2008      | True Blood – Inni és élni hagyni         | True Blood                                | Diane                     | visszatérő szereplő (1. évad)                                                              |
| 2009      | A férjem védelmében                      | The Good Wife                             | Linda Underwood           | 1 epizód                                                                                   |
| 2009      | Az aranykezű sebész                      | Gifted Hands: The Ben Carson Story        | Candy Carson              | - tévéfilm - magyar hangja: - Lamboni Anna                                                 |
| 2010–2013 | A mentalista                             | The Mentalist                             | Madeleine Hightower       | visszatérő szereplő (2-3. évad) vendégszereplő (6. évad)                                   |
| 2011      |                                          | Say Yes to the Dress: Atlanta             | önmaga                    | 1 epizód                                                                                   |
| 2012      | Zsaruvér                                 | Blue Bloods                               | Sylvia Marshall           | 1 epizód                                                                                   |
| 2012      | Missing – Elrabolva                      | Missing                                   | Mary Dresden              | visszatérő szereplő (3 epizód)                                                             |
| 2012      |                                          | Abducted: The Carlina White Story         | Ann Pettway               | tévéfilm                                                                                   |
| 2012–2017 | NCIS: Los Angeles                        | NCIS: Los Angeles                         | Michelle Hanna            | visszatérő szereplő (4. évad) vendégszereplő (5-6. és 8. évad)                             |
| 2014      | Az Álmosvölgy legendája                  | Sleepy Hollow                             | Lori Mills                | 1 epizód                                                                                   |
| 2015      |                                          | The Book of Negroes                       | Aminata Diallo            | minisorozat főszereplő (6 epizód)                                                          |
| 2015–2017 | Quantico                                 | Quantico                                  | Miranda Shaw              | - főszereplő (1-2. évad) - magyar hangja: - Makay Andrea                                   |
| 2018–2019 | A kijelölt túlélő                        | Designated Survivor                       | Ellenor Darby alelnök     | - visszatérő szereplő (2. évad) - vendégszereplő (3. évad) - magyar hangja: - Törtei Tünde |
| 2019      | A Central parki ötök                     | When They See Us                          | Sharonne Salaam           | minisorozat főszereplő (3 epizód)                                                          |
| 2020      | Esküdt ellenségek: Különleges ügyosztály | Law & Order: Special Victims Unit         | Laura Chase               | 1 epizód                                                                                   |
| 2020      |                                          | Release                                   | Ida                       | 1 epizód                                                                                   |
| 2020      | Lovecraft Country                        | Lovecraft Country                         | Hippolyta Freeman         | - főszereplő (10 epizód) - magyar hangja: - Kocsis Mariann                                 |
| 2020      |                                          | The Clark Sisters: First Ladies of Gospel | Mattie Moss Clark         | tévéfilm                                                                                   |
| 2022–2023 |                                          | 61st Street                               | Martha Roberts            | főszereplő (16 epizód)                                                                     |
| 2023      | A törvény embere: Detroit dzsungelében   | Justified: City Primeval                  | Carolyn Wilder            | minisorozat főszereplő (8 epizód)                                                          |

## Fontosabb díjak és jelölések

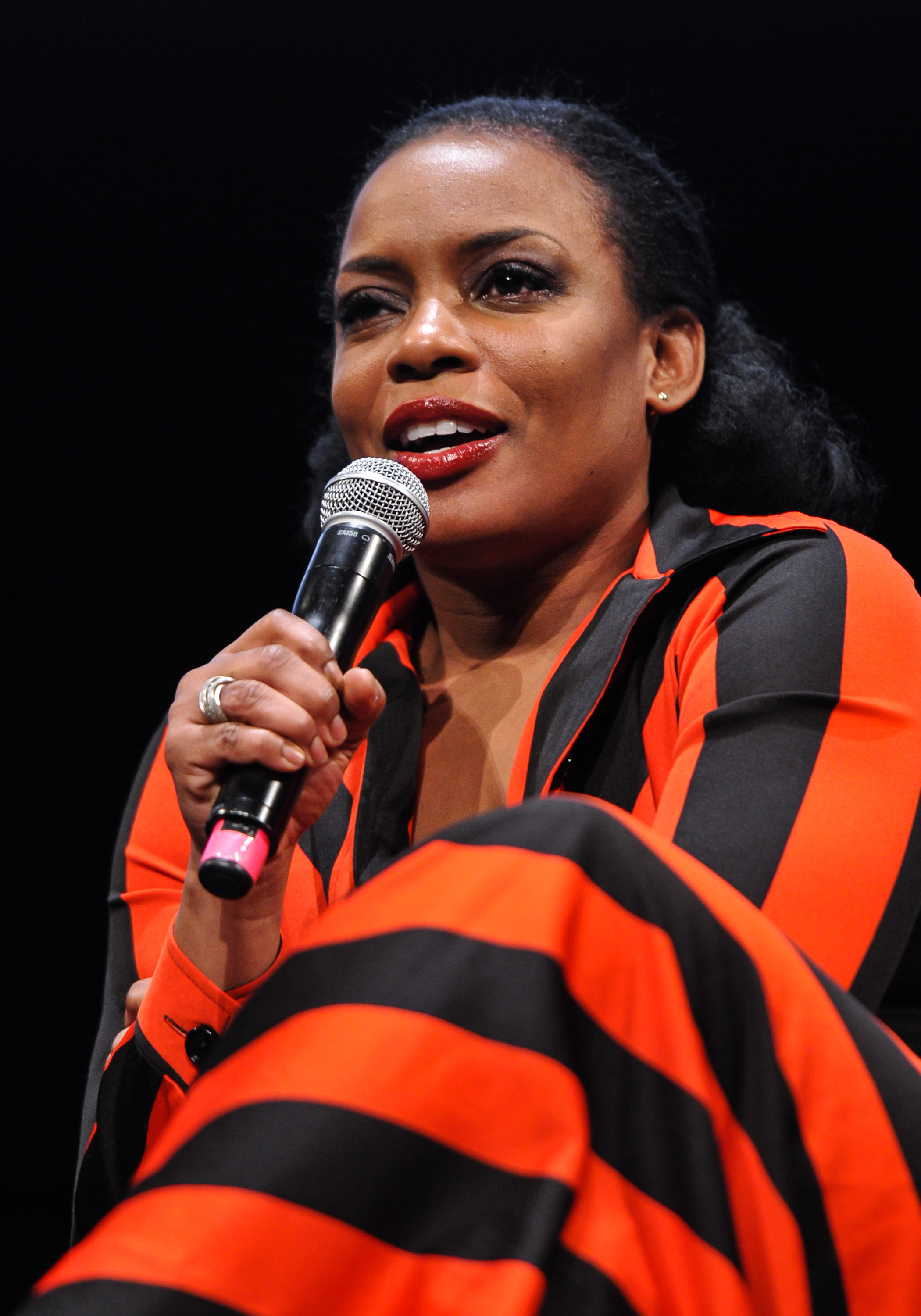
A The Book of Negroes című sorozat egy 2015-ös eseményén

| Díj                     | Kategória                                                            | Év   | Jelölt mű            | Eredmény | Ref.   |
| ----------------------- | -------------------------------------------------------------------- | ---- | -------------------- | -------- | ------ |
| Oscar-díj               | legjobb női mellékszereplő                                           | 2022 | Richard király       | Jelölve  | [ 7 ]  |
| BAFTA-díj               | legjobb női mellékszereplő                                           | 2022 | Richard király       | Jelölve  | [ 8 ]  |
| Golden Globe-díj        | legjobb női mellékszereplő                                           | 2022 | Richard király       | Jelölve  | [ 9 ]  |
| Primetime Emmy-díj      | legjobb női főszereplő (minisorozat, antológiasorozat vagy tévéfilm) | 2019 | A Central parki ötök | Jelölve  | [ 10 ] |
| Primetime Emmy-díj      | legjobb női mellékszereplő (drámasorozat)                            | 2021 | Lovecraft Country    | Jelölve  | [ 11 ] |
| Screen Actors Guild-díj | legjobb szereplőgárda (mozifilm)                                     | 2005 | Ray                  | Jelölve  | [ 12 ] |
| Screen Actors Guild-díj | legjobb szereplőgárda (drámasorozat)                                 | 2021 | Lovecraft Country    | Jelölve  | [ 13 ] |
| Screen Actors Guild-díj | legjobb szereplőgárda (mozifilm)                                     | 2022 | Richard király       | Jelölve  | [ 14 ] |
| Screen Actors Guild-díj | legjobb szereplőgárda (mozifilm)                                     | 2024 | The Color Purple     | Jelölve  | [ 15 ] |

## Fordítás
- Ez a szócikk részben vagy egészben  az   Aunjanue Ellis-Taylor című angol Wikipédia-szócikk ezen változatának fordításán alapul.  Az eredeti cikk szerkesztőit annak laptörténete sorolja fel. Ez a jelzés csupán a megfogalmazás eredetét és a szerzői jogokat jelzi, nem szolgál a cikkben szereplő információk forrásmegjelöléseként.